# 教団付置研究所懇話会
教団付置研究所懇話会（きょうだんふちけんきゅうしょこんわかい）は、伝統仏教、新宗教、神道、キリスト教等の各宗派・教団に関連する研究所、または機関から構成される団体。

## 概要
2002年10月に発足。「教団付置研究所懇話会発足準備会」による「教団付置研究所懇話会」発足へのお誘い（趣意書）」（2002年9月10日）には、平和、人権、環境、生命倫理等から家庭・学校教育の崩壊、種々の青少年問題、倫理の荒廃、そして宗教的価値観の喪失などの諸問題に対し、宗教、宗派の差を超えて、相互に情報と意見を交換する必要性の高まりが背景にあることが記されている。
2022年3月末の時点で、会員研究所として18研究所、オブザーバー研究所として11研究所が所属している。

## 構成員
【会員研究所】
- NCC（日本キリスト教協議会）宗教研究所
- 大本教学研鑽所
- オリエンス宗教研究所
- 国際仏教交流センター
- 金光教教学研究所
- 宗教情報センター
- 浄土宗総合研究所
- 浄土真宗本願寺派総合研究所
- 神社本庁総合研究所
- 真宗大谷派教学研究所
- 世界仏教徒センター
- 曹洞宗総合研究センター
- 玉光神社
- 智山伝法院
- 中央学術研究所
- 天台寺門宗園城寺学問所
- 天台宗総合研究センター
- 日蓮宗現代宗教研究所

【オブザーバー】
- 真言宗豊山派総合研究院
- 天理大学おやさと研究所
- 新日本宗教団体連合会
- 辨天宗教理研究室
- 南山宗教文化研究所
- 陽光文明研究所
- 世界救世教いづのめ教団教学委員会
- 臨済宗妙心寺派教化センター
- 中山身語正宗教学研究所
- 法華宗教学研究所
- 松緑神道大和山総合研究所

## 活動
固定した事務局は置かない。1年に１度行われる年次大会のために「年次大会実行委員会」を複数の会員研究所から構成し、その内1研究所が年次大会の引き受け・担当教団として事務局となる。運営は、会則に則っておこなわれ、活動費は、会員研究所・オブザーバー研究所の年会費、および、年次大会参加費によってまかなわれている。
【年次大会】
毎年度「年次大会実行委員会」にてテーマを設定し、研究発表、総会が行われる。年次大会の内容は、プロシーディングスとしてまとめられ配布される。
- 第1回　2002年10月10日（木）　担当：天台宗総合研究センター
  - 「教団付置研究所懇話会　発足式」
- 第2回　2003年10月8日（水）　担当：中央学術研究所[2]
  - テーマ：「宗教研究者が集える領域づくり」
- 第3回　2004年10月8日（水）　担当：真宗大谷派教学研究所
  - テーマ：「宗教者が集える領域づくり」
  - サブテーマ：「宗教・宗教者の現在とその可能性
- 第4回　2005年10月6日（木）　　担当：曹洞宗総合研究センター
  - テーマ：「宗教研究者が集える領域づくり」
- 第5回　2006年10月16日（木）　担当：大本教学研鑽所
  - テーマ：「宗教者である研究者の集える領域づくり」
- 第6回　2007年10月15日（月）　担当：浄土宗総合研究所
  - テーマ：「宗教者である研究者の集える領域づくり」
- 第7回　2008年10月7日（火）　担当：浄土真宗本願寺派教学伝道研究センター
  - テーマ：「教師育成の現状と課題、展望」
- 第8回　2009年10月9日（金）　担当：国際仏教交流センター
  - テーマ：「宗教者である研究者の集える領域づくり」
  - サブテーマ：「自死について」
- 第9回　2010年10月29日（金）　担当：金光教教学研究所
  - テーマ：「現代性へ／からの問い」
- 第10回　2011年11月7日（月）　担当：神社本庁総合研究所
  - 第10回の節目につきテーマ設定せず
- 第11回　2012年10月5日（金）　担当：天台宗総合研究センター
  - テーマ：「東日本大震災と宗教[3]」
- 第12回　2013年10月3日（木）　担当：宗教情報センター
  - テーマ：「ケアとしての宗教[4][5][6]」
- 第13回　2014年10月16日（木）　担当：真宗大谷派教学研究所
  - テーマ：「現代と宗教」
- 第14回　2015年10月20日（火）　担当：日蓮宗現代宗教研究所
  - テーマ：「戦後70年と教団の歩み」
- 第15回　2016年9月29日（木）　担当：中山身語正宗教学研究所
  - テーマ：「日々の信仰生活の中の平和－戦後70年から未来へ」
- 第16回　2017年9月28日（木）　担当：曹洞宗総合研究センター
  - テーマ：「次世代への信仰継承のために[7][8]」
- 第17回　2018年11月29日（木）　担当：大本教学研鑽所
  - テーマ：「なぜ、葬儀は必要なのか？－葬送儀礼の意味と宗教者の役割－[9][10]」
- 第18回　2019年10月30日（木）　担当：中央学術研究所
  - テーマ：「「個」から「個」への信仰の継承を考える－何を受け継ぎ、育み、育てるのか－」
- 第19回　2021年10月14日（木）担当：浄土真宗本願寺派総合研究所
  - テーマ：「情報化社会と宗教-新型コロナウイルス感染症の影響をうけて」
- 第20回　2022年10月17日（月）　担当：浄土宗総合研究所
  - テーマ：「これからの社会と宗教－SDGsの潮流の中で－[11]」

【部会】
- 教団付置研究所懇話会に所属する研究所・団体の研究協力推進を目的として、研究部会の設置が認められている。現在、「生命倫理研究部会[12][13][14]」「宗教間対話研究部会[15]」「自死問題研究部会[16][17]」「宗教と法律研究部会」の研究部会がある。